# サミュエル・ロビンソン

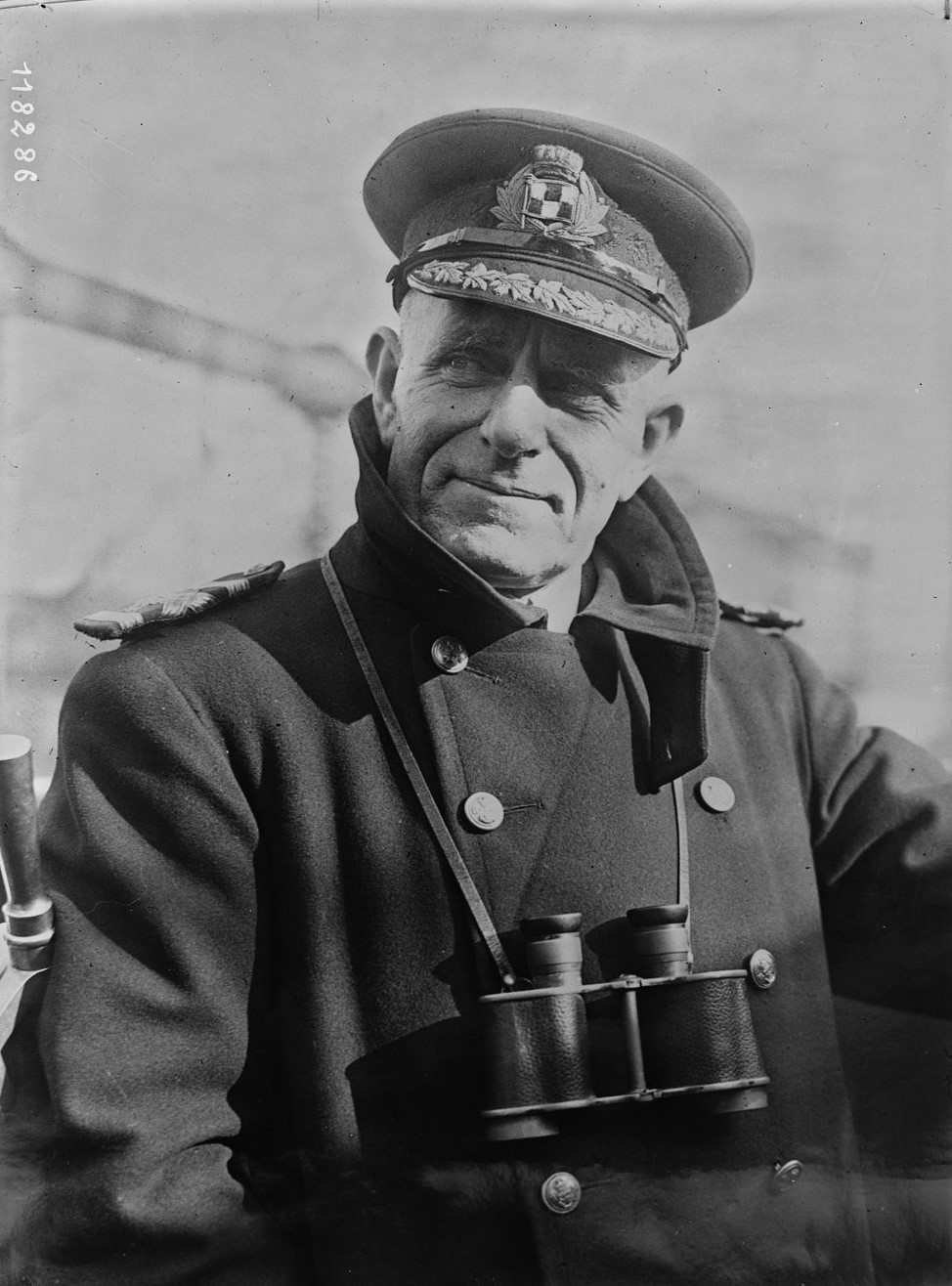
サミュエル・ロビンソン(1927年)

サミュエル・ロビンソン（英: Samuel Robinson、1870年 - 1958年）は、イングランド・ハル出身で、20世紀初頭に活動したイギリス系カナダ人の船員。1859年海軍予備員法により発足したイギリス海軍予備員の中佐を務めたほか、20世紀初めの30年間を通じてカナダ太平洋汽船（現CPシップス）で豪華船の船長を歴任した。
1923年9月1日、日本に寄港していた最中に関東大震災に遭遇するも、被災者の救助活動に尽力したことでも知られる。

## イギリス海軍予備員として
カナダ太平洋鉄道の太平洋船隊はイギリス海軍予備員から士官を雇用する傾向があり、同船隊の多くは、彼らの長期にわたる忠実な勤務により成り立っていた。ロビンソンの職務記述書には「キャプテン」（英: captain、役職としての船長の意味であるが、海軍大佐の階級の意味もある）と記されていたが、肩書としては彼の海軍予備員としての階級である「コマンダー」（英: commander、海軍中佐）が用いられた。ロビンソンは、第一次世界大戦中にはエンプレス・オブ・エイジアの船長として、ニューヨークからサウサンプトンまでアメリカ軍を移送する任務に当たった。

### カナダ太平洋汽船での経歴
48年に及ぶ船員としての経歴のうちでカナダ太平洋汽船に在籍した37年間、ロビンソンは数多くの船を操舵した。彼は同名の2隻の船（初代エンプレス・オブ・ジャパンと2代目エンプレス・オブ・ジャパン）の船長を務め、エンプレス・オブ・カナダ（同名船が3代あるうちの初代）の船長にもなった。彼の船員としての経歴は以下の通りである。
- 初代エンプレス・オブ・ジャパン（英語版）次席航海士（1895年）、 船長
- 初代エンプレス・オブ・チャイナ（英語版）一等航海士（1899年）
- エンプレス・オブ・エイジア船長（1913年）
- エンプレス・オブ・ロシア（英語版）船長（1917年）
- 初代エンプレス・オブ・オーストラリア（英語版）船長（1922年）
- 初代エンプレス・オブ・カナダ船長（1924年）
- 2代目エンプレス・オブ・ジャパン（英語版）船長（1930年）

ロビンソンは1895年に初代エンプレス・オブ・ジャパンの次席航海士を務めた。1899年には初代エンプレス・オブ・チャイナの一等航海士に、次いで初代エンプレス・オブ・ジャパンの船長となった。1913年にはエンプレス・オブ・エイジアに転属し、その船長となった。1914年5月には、同船で1日の航行距離473海里と9日2時間15分での太平洋横断という2つの世界新記録（当時）を樹立した。1917年にはエンプレス・オブ・ロシアの指揮を執った。初代エンプレス・オブ・オーストラリアがカナダ太平洋汽船に編入した際は、その初代船長に就任した。2代目エンプレス・オブ・ジャパンが同会社に編入した際も、その初代船長に任命された。

## 関東大震災での救護活動
1923年（大正12年）9月1日の昼に関東大震災が横浜市で発生した際、ロビンソンは初代エンプレス・オブ・オーストラリアに乗船していた。震災当日、彼は予定通りの出航に向けての日課の準備を終えようとしているところであったが、近代史上最大級の天災はそれらの優先順位に変更を迫った。大惨事が展開する中で、彼は船、乗組員、乗客、そして3,000名以上の人々の救護に当たり、高い評価を得た。
エンプレス・オブ・オーストラリアは荒廃した大都市東京から避難するに際して最大限の援助が可能であった船であり、同船の船長であるロビンソンの働きによって国際的な賞賛と表彰を獲得した。地震が停止した後に広まった混乱の中、ロビンソンは自身や乗組員ができる限りの援助を行い、東京湾内の横浜側の岸壁の近くに船を12日間繋留した。
船は数日間横浜に留まり続けた後、避難民を満載して神戸港へ向かった。
ロビンソンの献身的活動は、自身の用意したカナダ太平洋汽船本社への報告書では最小限に述べられた。彼は同報告を以下の通り、上品かつ謙虚に要約している。
最も満足のいったことの1つと、その全体の成り行きにおける支配的要因は、この恐ろしい大惨事の中で、私たちと向き合わねばならなかった船内の全員が、摩擦や意見の相違、不平を抱くことなく、共同で困難に取り組んだことである…最も厳しい者の何人かは家族、家庭または職業を、ある場合はこれらすべてを失ってしまっていた。
船の乗客と、震災の期間中に乗船していた避難民たちのあるグループは、救助活動を表彰するために青銅銘板の制作を注文して同船へ贈呈した。1952年にエンプレス・オブ・オーストラリアが解体された際に銘板は取り外され、バンクーバーでの特別式典にて、当時82歳になっていたロビンソンへ、公式に贈られた。

## 栄典
イギリス
- 大英帝国勲章コマンダー （CBE）[2][10]
- 聖ヨハネ勲章（英語版）銀章[2]
- ロイズ勲功メダル[2]

日本
- 紅綬褒章[2]

タイ
- 白象勲章[9]

スペイン
- 海軍有功白色第二級勲章（英語版）[11]